# Feldkirchen an der Donau
Feldkirchen an der Donau ist eine Marktgemeinde in Oberösterreich im Bezirk Urfahr-Umgebung im oberen Mühlviertel mit 5493 Einwohnern (Stand 1. Jänner 2024). Die Gemeinde liegt im Gerichtsbezirk Urfahr.

## Geografie
Feldkirchen an der Donau liegt auf einer Höhe von 268 m ü. A. im oberen Mühlviertel. Die Ausdehnung beträgt von Nord nach Süd 8,5 und von West nach Ost 7,4 Kilometer. Die Gesamtfläche umfasst 39,35 km².

### Gemeindegliederung
Das Gemeindegebiet umfasst folgende Ortschaften (in Klammern Einwohnerzahl Stand 1. Jänner 2024):
- Ach (51)
- Au (71)
- Audorf (179)
- Bad Mühllacken (328)
- Bergheim (575)
- Feldkirchen an der Donau (1018)
- Freudenstein (490)
- Gerling (12)
- Hofham (37)
- Lacken (709)
- Mühldorf (234)
- Mühlholz (0)
- Oberhart (159)
- Oberlandshaag (420)
- Oberndorf (140)
- Oberstraß (23)
- Oberwallsee (146)
- Pesenbach (297)
- Rosenleiten (305)
- Unterhart (49)
- Unterlandshaag (123)
- Vogging (16)
- Weidet (111)

### Nachbargemeinden
| Sankt Martin im Mühlkreis (Bez. Rohrbach)        | Herzogsdorf                                 | St. Gotthard im Mühlkreis |
| Aschach an der Donau Hartkirchen (Bez. Eferding) | Kompassrose, die auf Nachbargemeinden zeigt | Walding                   |
| Pupping (Bez. Eferding)                          | Alkoven (Bez. Eferding)                     | Goldwörth                 |

## Geschichte
Ursprünglich im Ostteil des Herzogtums Bayern liegend, gehörte der Ort seit dem 12. Jahrhundert zum Herzogtum Österreich. Für die ersten schriftlichen Erwähnungen des Ortes sorgte Heinrich de Veltinchirchin, der im Zeitraum 1110 bis 1130 nachweisbar ist. Seit 1490 wird Feldkirchen dem Fürstentum Österreich ob der Enns zugerechnet.
Während der Napoleonischen Kriege war der Ort mehrfach besetzt, ist seither wieder bei Oberösterreich.
Am 1. März 1875 wurden die sechs Nachbargemeinden Bergheim, Freudenstein, Lacken, Landshaag, Mühldorf und Bad Mühllacken eingemeindet, die heute zusammen mit Feldkirchen die sieben Katastralgemeinden des Ortes bilden.

### Bevölkerungsentwicklung
2013 lebten in der Gemeinde 5.203 Menschen, womit Feldkirchen die drittbevölkerungsreichste Gemeinde des Bezirks war. Ende 2001 waren 96,1 Prozent der Bevölkerung österreichische Staatsbürger (Oberösterreich 92,8 Prozent, Bezirk Urfahr-Umgebung 97,9 Prozent), bis zum Jahresbeginn 2013 sank der Wert leicht auf 95,7 Prozent (Oberösterreich 91,1 Prozent, Bezirk Rohrbach 96,9 Prozent) an. Insgesamt wurden 2013 in der Gemeinde 140 Ausländer gezählt, die zu 96 Prozent aus Europa stammten. 47 Prozent der Ausländer waren EU-Staatsbürger, 43 Prozent Staatsbürger aus dem ehemaligen Jugoslawien (ohne Slowenien). Insgesamt lebten in Feldkirchen 2013 253 Menschen mit einem ausländischen Geburtsland. Zur römisch-katholischen Kirche bekannten sich 2001 90,8 Prozent der Einwohner (Oberösterreich: 88,6 Prozent), 4,6 Prozent waren ohne Bekenntnis, 1,7 Prozent islamischen Glaubens und 1,4 Prozent evangelisch.
Der Altersdurchschnitt der Gemeindebevölkerung wich 2001 nur leicht vom Landesdurchschnitt ab. 19,4 Prozent der Einwohner von Feldkirchen waren jünger als 15 Jahre (Oberösterreich: 18,8 Prozent), 60,9 Prozent zwischen 15 und 59 Jahre alt (Oberösterreich: 61,6 Prozent). Der Anteil der Einwohner über 59 Jahre lag mit 19,7 Prozent unter dem Landesdurchschnitt von 20,2 Prozent. Der Altersdurchschnitt der Bevölkerung von Feldkirchen veränderte sich in der Folge vor allem in den ersten zwei Segmenten. Der Anteil der unter 15-Jährigen sank per 1. Jänner 2013 stark auf 14,5 Prozent, während sich der Anteil der Menschen zwischen 15 und 59 Jahren auf 67,7 Prozent deutlich erhöhte. Der Anteil der über 59-Jährigen fiel leicht auf 17,9 Prozent. Nach dem Familienstand waren 2001 44,4 Prozent der Einwohner von Feldkirchen ledig, 46,1 Prozent verheiratet, 6,7 Prozent verwitwet und 2,8 Prozent geschieden.
Die Einwohnerzahl der Gemeinde Feldkirchen stieg zwischen 1869 und 2013 um 168 Prozent, womit die Bevölkerungsentwicklung im leicht unter der Entwicklung im Bundesland Oberösterreich bzw. im Bezirk Urfahr-Umgebung zurücklag. Dabei verlief die Einwohnerentwicklung bis zu Beginn der 1970er Jahre nahezu gleichförmig mit jener im Bezirk Urfahr-Umgebung und lag nur knapp unter dieser, danach verzeichnete der Bezirk weit höhere Steigerungen als die Gemeinde. Die Bevölkerungszahl von Feldkirchen pendelte dabei zwischen 1869 und 1961 zwischen rund 2.900 und 3.150 Einwohnern, erst danach kam es zu einem kontinuierlichen Bevölkerungswachstum, wobei in den 1960er Jahren der stärkste Zuwachs zu verzeichnen war. In den 1970er Jahren wuchs Feldkirchen in etwa gleich stark durch den Geburtenüberschuss bzw. Zuwanderung, in den 1980er Jahren verdreifachte sich der Zuzug bei gleichbleibendem Geburtenüberschuss. In den 1990er Jahren ging der Geburtenüberschuss hingegen zurück, während sich der Zuzug weiter erhöhte. Seit 2002 weist Feldkirchen eine negative Geburtenbilanz auf, während die Zuwanderung stark zurückging. Dadurch verlangsamte sich das Bevölkerungswachstum auch deutlich.
2015 zogen 78 Flüchtlingen in die ehemalige Landwirtschaftliche Berufs- und Fachschule in Bergheim ein. Die Flüchtlinge wurden von örtlichen Vereinen wie der FF Feldkirchen positiv aufgenommen und es gibt erste Kontakte zwischen Einheimischen und den Menschen aus Syrien, dem Irak und anderen Ländern.

## Kultur und Sehenswürdigkeiten
- Burgruine Oberwallsee: Die Burg wurde zwischen 1364 und 1386 errichtet, um 1600 in ein Schloss umgebaut. Nach 1750 wurde die Burg dem Verfall preisgegeben, ab 1958 wurden Teile der Burg kurzzeitig bewohnt.
- Schloss Mühldorf
- Schloss Bergheim (Feldkirchen)
- Schloss Mühllacken
- Katholische Pfarrkirche Feldkirchen an der Donau Erzengel Michael
- Katholische Pfarrkirche Lacken Maria Hilf
- Katholische Filialkirche Pesenbach hl. Leonhard mit dem Pesenbacher Flügelaltar
- Kräutergarten Bad Mühllacken: Im Ortsteil Bad Mühllacken befindet sich dieser Kneipp-Traditionsgarten, der als Schau- und Lehrgarten ausgebaut wurde.

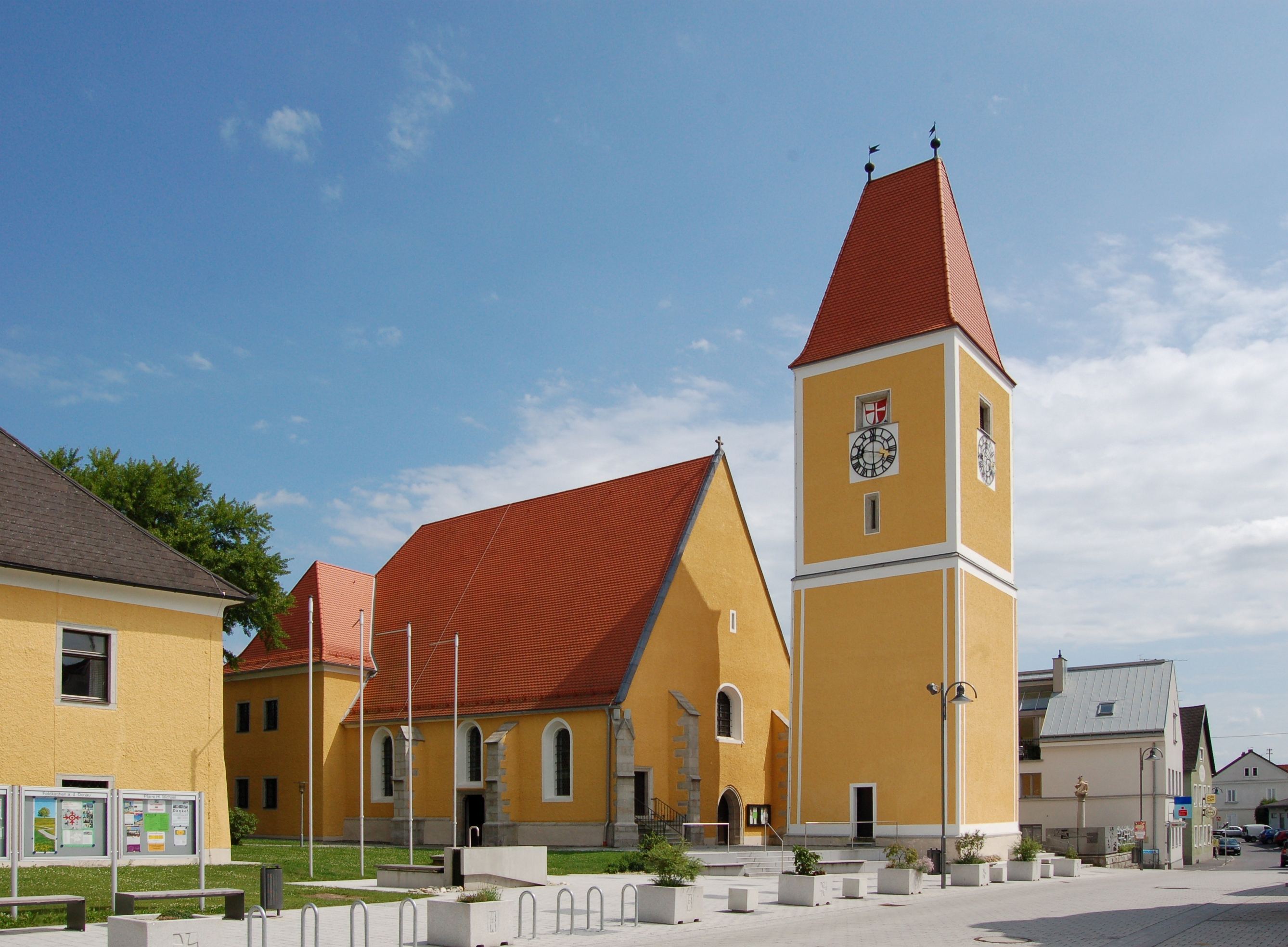
Pfarrkirche Feldkirchen an der Donau
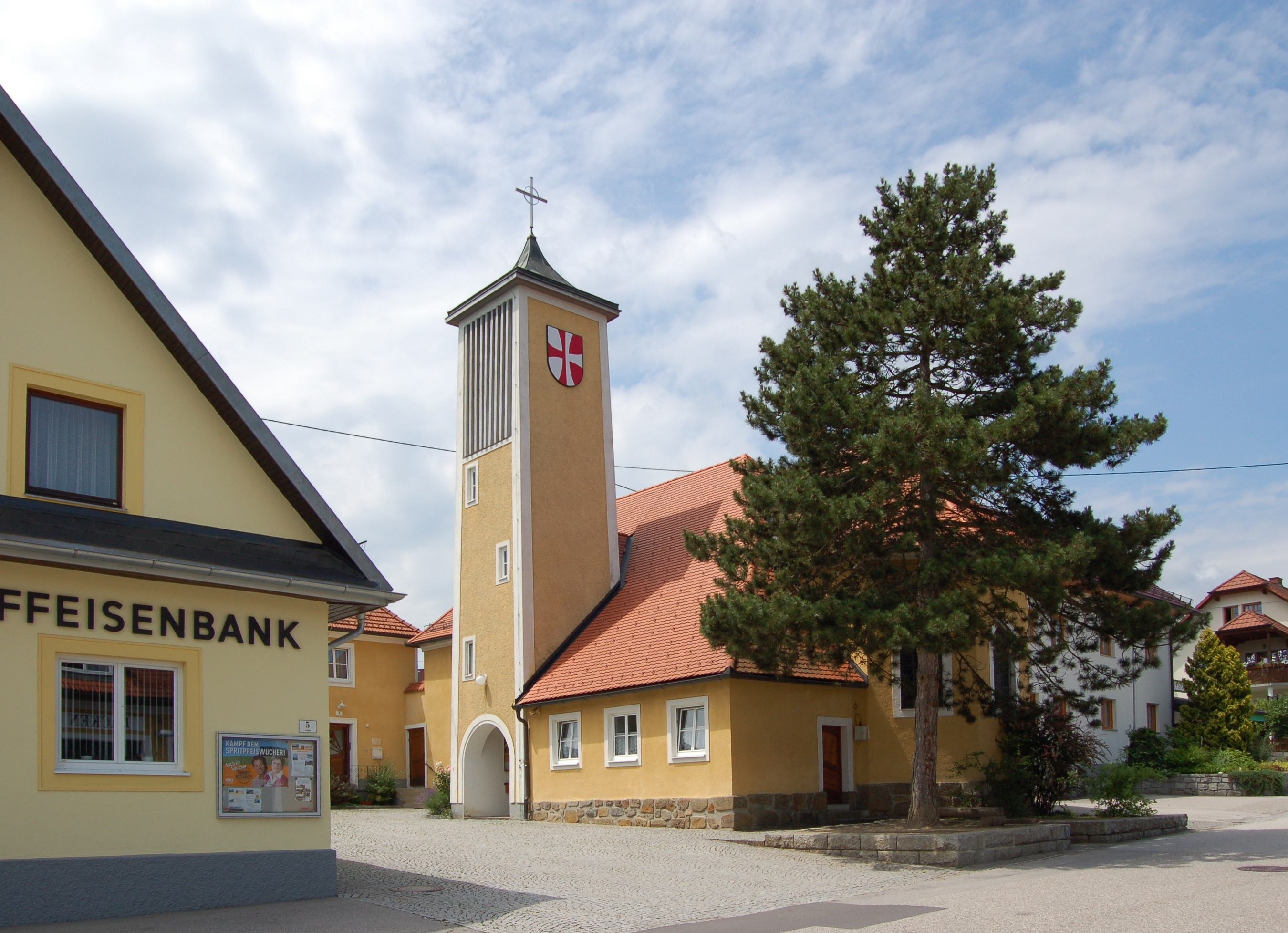
Pfarrkirche Lacken
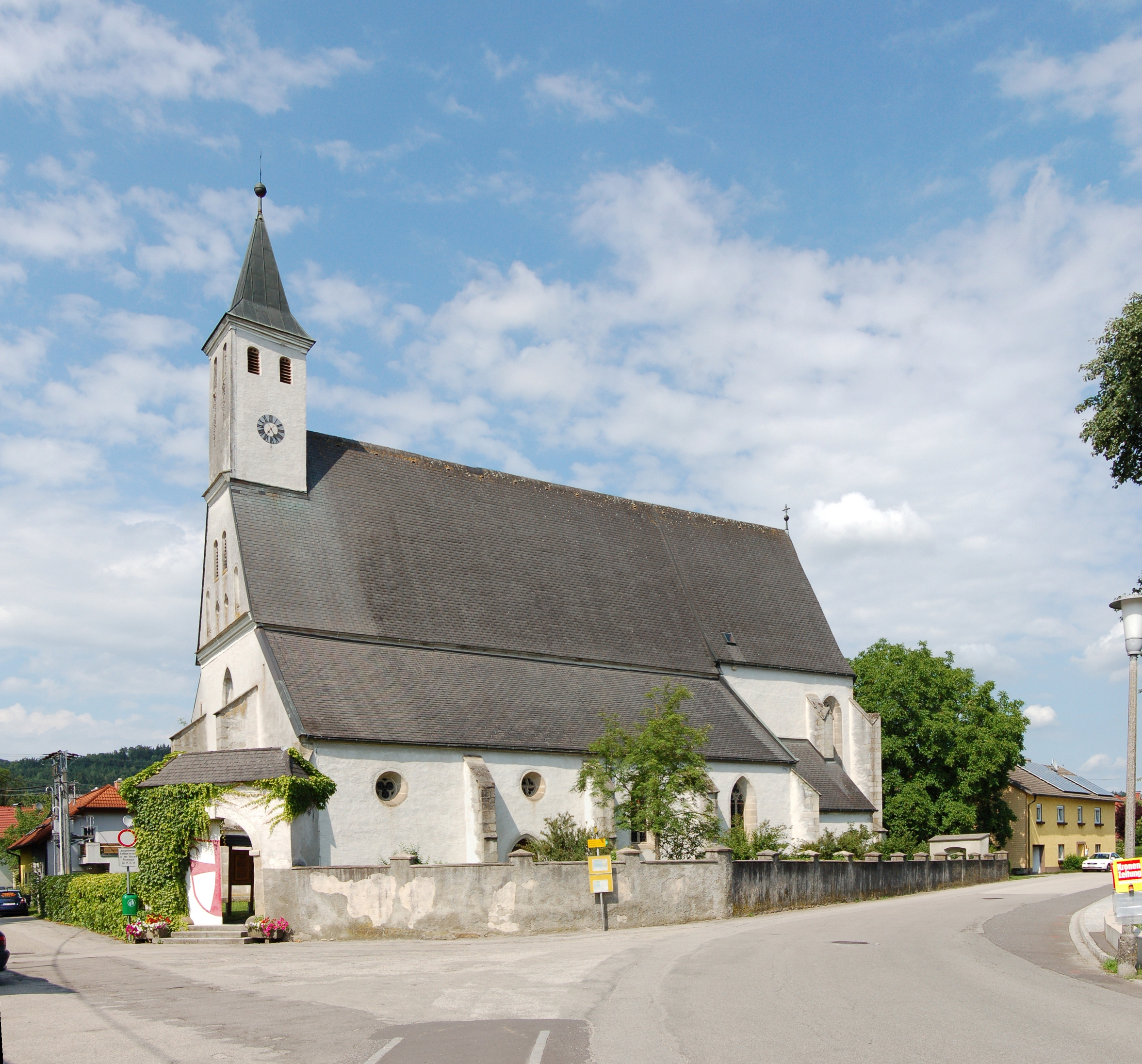
Filialkirche Pesenbach
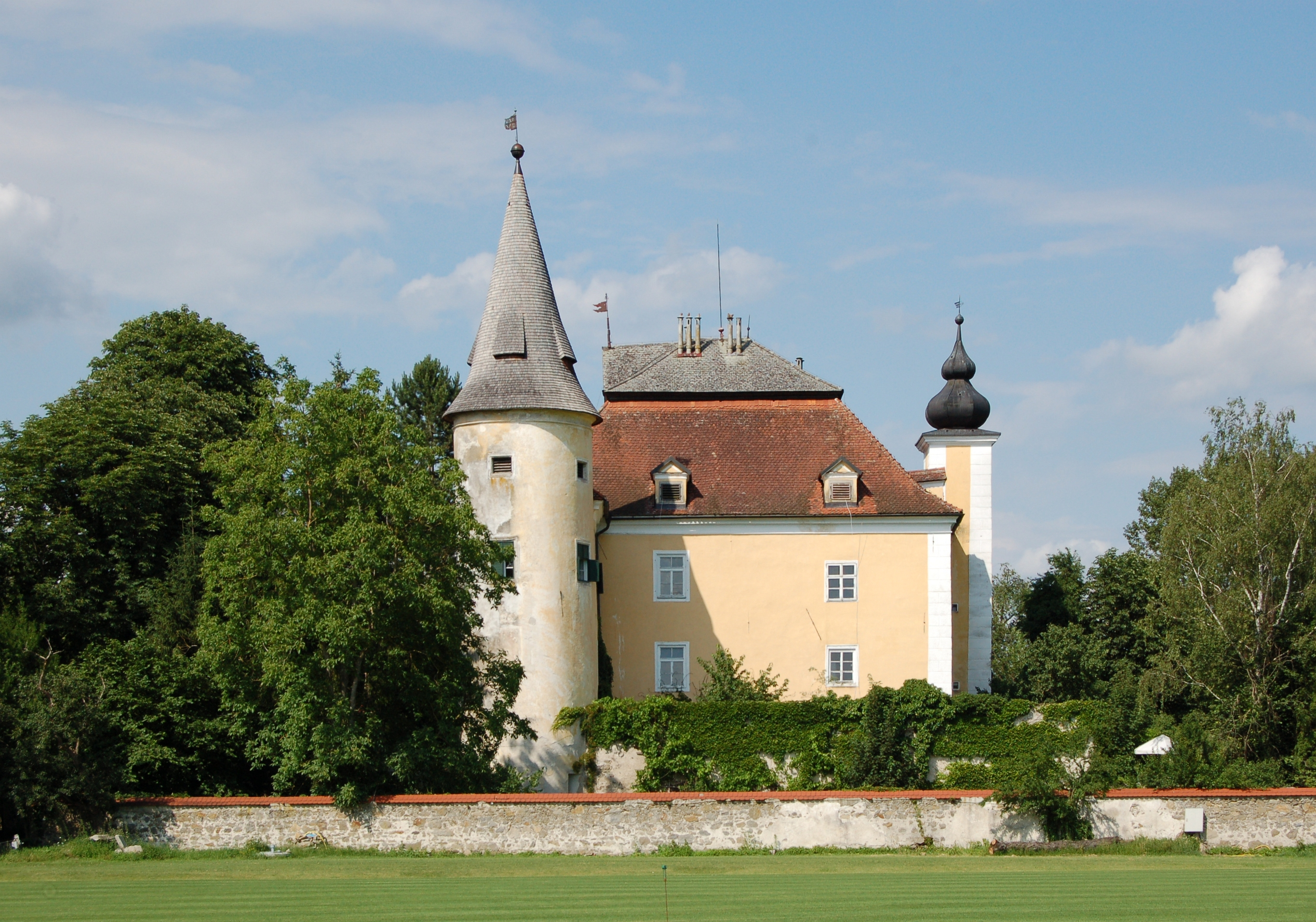
Schloss Mühldorf
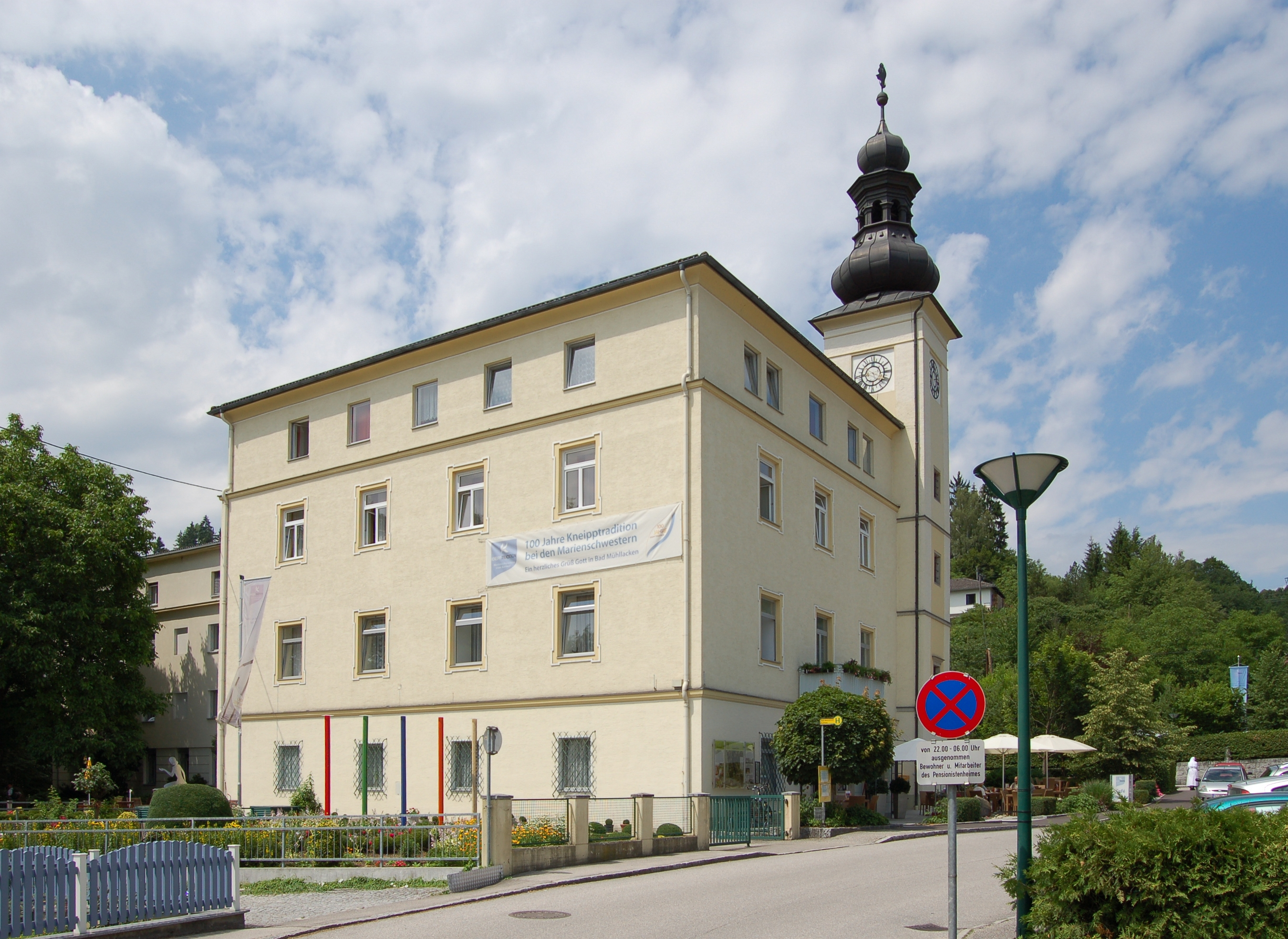
Kneipp-Kuranstalt Bad Mühllacken

## Wirtschaft und Infrastruktur
Feldkirchen beherbergte 2001 acht Betriebe mit 20 oder mehr Mitarbeitern. Insgesamt ergab die im Rahmen der Volkszählung durchgeführte Arbeitsstättenzählung 151 Arbeitsstätten mit 760 Beschäftigten (ohne Landwirtschaft), wobei 81 Prozent unselbständig Beschäftigte waren. Die Anzahl der Arbeitsstätten war dabei gegenüber dem Jahr 1991 um 46 (plus 44 Prozent) gestiegen, die Anzahl der Beschäftigten sogar um 180 Personen (plus 31 Prozent). Wichtigster Wirtschaftszweig war 2001 die Sachgütererzeugung mit 17 Betrieben und 170 Beschäftigten (22 Prozent aller Beschäftigten) vor dem Handel mit 43 Arbeitsstätten mit 116 Beschäftigten (15 Prozent) und dem Unterrichtswesen mit acht Arbeitsstätten und 100 Beschäftigten (13 Prozent). Weitere wichtige Wirtschaftszweige waren die Gesundheits-, Veterinär- und Sozialwesen bzw. das Beherbergungs- und Gaststättenwesen. 46 Prozent der in Feldkirchen Beschäftigten waren Angestellte oder Beamte, 31 Prozent Arbeiter und 16 Prozent Betriebsinhaber.
Von den in Feldkirchen 2011 lebenden 2.762 Erwerbspersonen waren nur 1,0 Prozent arbeitslos. Von den 2.713 Erwerbstätigen waren 548 in der Sachgütererzeugung (20 Prozent), 402 im Handel (15 Prozent) und 216 im Gesundheits- und Sozialwesen (8 Prozent) beschäftigt. Weitere wichtige Branchen waren das Unterrichtswesen, die Öffentliche Verwaltung, das Bauwesen und der Bereich Freiberufliche/technische Dienstleistungen. Von den 2.656 Erwerbstätigen aus Feldkirchen (ohne temporär von der Arbeit abwesende Personen erwerbstätigen Einwohnern) gingen 2011 nur 647 Personen in Feldkirchen ihrer Beschäftigung nach. 2.009 bzw. 76 Prozent mussten zur Arbeit auspendeln. Von den Auspendlern hatten 40 Prozent ihre Arbeitsstätte im Bezirk Rohrbach und 37 Prozent in Linz. Wichtigste Auspendlergemeinden neben Linz waren  Rohrbach in Oberösterreich, Neufelden sowie St. Martin im Mühlkreis und Sarleinsbach. Im Gegenzug pendelten 536 Menschen nach Feldkirchen ein, wobei 92 Prozent aus dem Bezirk Rohrbach stammten.
Die Statistik wies für die Gemeinde Feldkirchen 2010 178 land- und forstwirtschaftliche Betriebe aus. Darunter befanden sich 51 Haupterwerbsbetriebe, 117 Nebenerwerbsbetriebe, 6 Personengemeinschaften und 4 Betriebe juristischer Persönlichkeiten. Die Gesamtbetriebszahl war gegenüber 1999 um 52 Betriebe bzw. 23 Prozent gesunken, wobei insbesondere die Anzahl der Nebenerwerbsbetriebe (- 29 Prozent) stark rückläufig war. Gemeinsam bewirtschafteten die Betriebe 2010 insgesamt 2.707 Hektar Fläche, wobei 51 Prozent der Fläche von Vollerwerbsbauern und 45 Prozent von Nebenerwerbslandwirten bewirtschaftet wurden. Die Durchschnittsfläche der Vollerwerbsbauern lag dabei mit 27,3 Hektar deutlich unter dem oberösterreichischen Durchschnitt von 33,8 Hektar.

### Verkehr
Die Mühlkreisbahn verbindet Lacken mit Linz und Aigen im Mühlkreis. Die Postbuslinie 2146 verbindet Feldkirchen mit den Bahnhöfen Linz Hbf, Ottensheim und Aschach an der Donau. In der Ortschaft Lacken (440 m ü. A.) befindet sich eine Haltestelle der Mühlkreisbahn.

### Bildung
Auf dem Gemeindegebiet bestehen mit der Volksschule Feldkirchen und der Volksschule Lacken zwei öffentliche Volksschulen. Zudem befindet sich im Hauptort Feldkirchen die Neue Mittelschule Feldkirchen. Im Schloss Bergheim wurde 1921/22 eine Haushaltungsschule für Bauernmädchen eingerichtet, die später in die heute noch bestehende dreijährige Berufs- und Fachschule Bergheim mit der Fachrichtung ländliche Hauswirtschaft umgewandelt wurde.

### Sicherheit und Gesundheitswesen
Auf dem Gemeindegebiet sind mit der FF Bad Mühllacken, der FF Feldkirchen, der FF Lacken, der FF Landshaag und der FF Mühldorf fünf Freiwillige Feuerwehren aktiv. Auf Grund der Lage der Gemeinde verfügen die Freiwilligen Feuerwehren auf dem Gemeindegebiet auch über Feuerwehrrettungsboot sowie aktive Zillenfahrer. Des Weiteren besteht im Hauptort der Gemeinde Feldkirchen eine Station des Arbeiter-Samariter-Bundes.

### Freizeit und Sport
- Feldkirchner Badeseen

## Politik

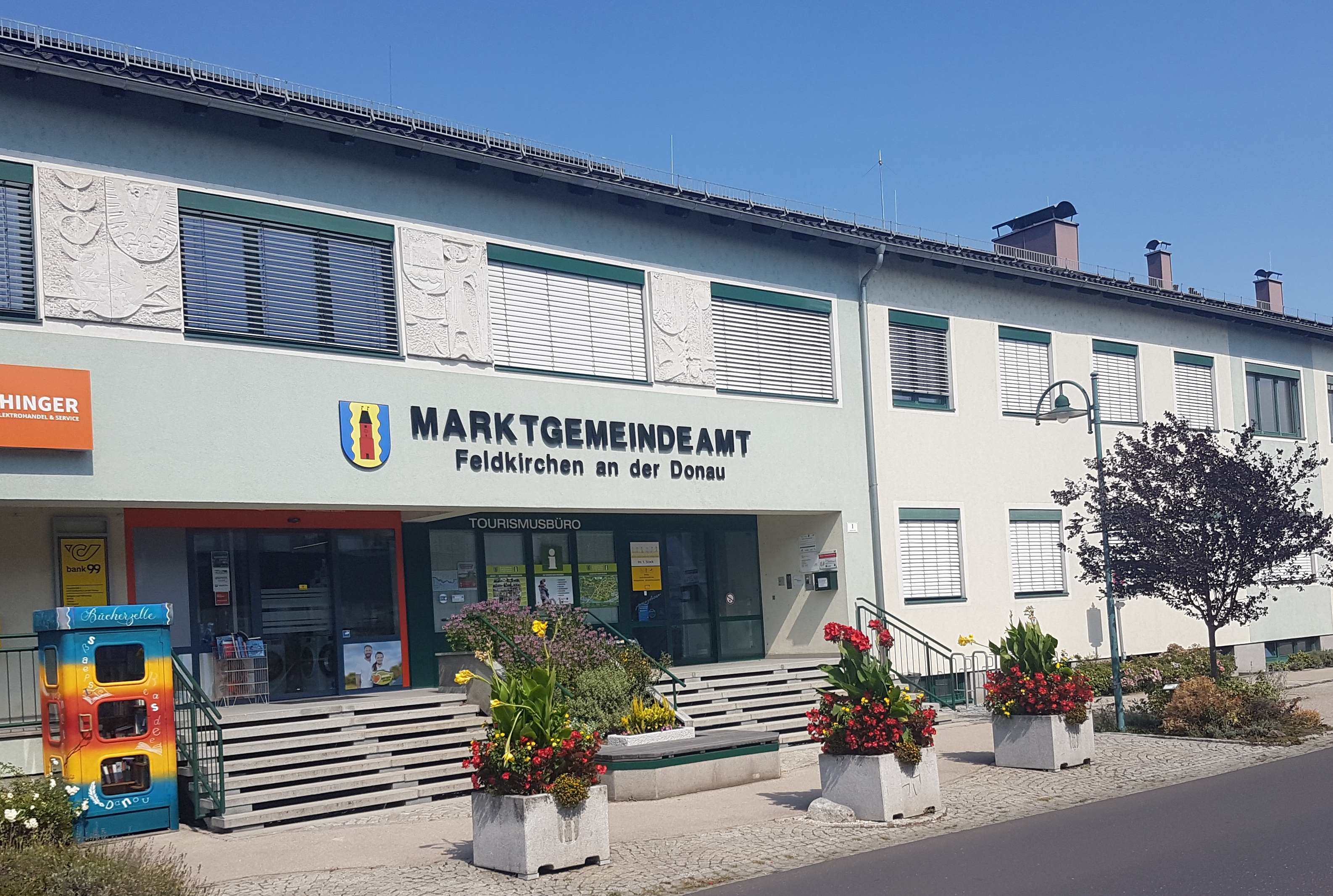
Das Marktgemeindeamt von Feldkirchen an der Donau

### Gemeinderat
Der Gemeinderat hat 31 Mitglieder.
- Mit den Gemeinderats- und Bürgermeisterwahlen in Oberösterreich 2003 hatte der Gemeinderat folgende Verteilung: 15 SPÖ, 12 ÖVP und 4 FPÖ/BZÖ.
- Mit den Gemeinderats- und Bürgermeisterwahlen in Oberösterreich 2009 hatte der Gemeinderat folgende Verteilung: 15 SPÖ, 11 ÖVP, 3 FPÖ und 2 BZÖ.
- Mit den Gemeinderats- und Bürgermeisterwahlen in Oberösterreich 2015 hat der Gemeinderat folgende Verteilung: 16 SPÖ, 9 ÖVP und 6 FPÖ.[8]
- Mit den Gemeinderats- und Bürgermeisterwahlen in Oberösterreich 2021 hat der Gemeinderat folgende Verteilung: 12 ÖVP, 12 SPÖ, 4 FAIR und 3 FPÖ.[9]

### Bürgermeister
| Amtszeit  | Name               | Amtszeit  | Name                     |
| --------- | ------------------ | --------- | ------------------------ |
| 1850–1858 | Mathias Volger     | 1893–1911 | Karl Mayer               |
| 1858–1861 | Johann Mittermayr  | 1911–1915 | Karl Pieslinger          |
| 1861–1864 | Johann Thalhamer   | 1915–1942 | Josef Rechberger         |
| 1864–1873 | Franz Thaller      | 1945–1971 | Fritz Huemer             |
| 1873–1875 | Josef Allerstorfer | 1972–1993 | Ernst Rechberger         |
| 1875–1881 | Franz Thaller      | 1993–2003 | Josef Allerstorfer (ÖVP) |
| 1881–1884 | Mathias Altreiter  | 2003–2021 | Franz Allerstorfer (SPÖ) |
| 1884–1893 | Anton Aichinger    | seit 2021 | David Allerstorfer (SPÖ) |
| 1893–1911 | Mathias Altreiter  |           |                          |

### Wappen
Das Gemeindewappen wurde am 21. März 1975 vom Gemeinderat ebenso wie die Gemeindefarben (Rot-Gelb-Blau) festgelegt. Die Verleihung des Gemeindewappens und die Genehmigung der vom Gemeinderat festgesetzten Gemeindefarben erfolgte schließlich durch Beschluss der oberösterreichischen Landesregierung am 14. Juli 1975. Die Blasonierung des Wappens lautet: Zwischen blauen, gewellten Flanken in Gold ein roter, zweigeschoßiger Turm mit schwarzem Satteldach, bekrönt mit zwei schwarzen Kugeln und ebensolchen Fähnchen; im unteren Geschoß eine schwarze, rechteckige Türöffnung, im oberen Geschoß eine schwarze, quadratische Fensteröffnung, darunter eine schwarze Uhrscheibe und eine schwarze, rechteckige Fensteröffnung. Das Wappen geht auf einen Entwurf von Herbert Erich Baumert aus Linz zurück, wobei der Turm im Wappen auf den markanten, freistehenden, gotischen Westturm der Pfarrkirche sowie auf den Ortsnamen „Kirche auf dem Felde“ hinweist. Die Wellenflanken stehen für die Donau und den Pesenbach.

## Persönlichkeiten

### Ehrenbürger der Gemeinde
- Josef Pesendorfer (* 1939), Pfarrer von Feldkirchen an der Donau seit 1966[13]
- Ernst Rechberger, Altbürgermeister[14]
- Erich Wöss, ehemaliger Inhaber der Firma Eisbär Sportmoden[14]

### Söhne und Töchter der Gemeinde
- Hans Schläger (1820–1885), Dirigent und Komponist
- Maria Koller-Feuchtinger (1897–1987), Politikerin (SPÖ) und Lehrerin
- Petrus Trefflinger (1912–1966), Benediktiner, Abt des Stifts Lambach 1947–1952
- Peter Huemer (* 1941), Journalist
- Josef Meisinger (* 1943), Politiker (FPÖ)
- Hans Wolfmayr (* 1944), Politiker (SPÖ) und Werbekaufmann
- Peter Pichler (* 1969), Radrennfahrer
- Sandra Breiteneder (* 1983), Gewerkschafterin und Politikerin (SPÖ)

### Mit der Gemeinde verbundene Persönlichkeiten
- Karl Rehberger (1934–2018), Priester, Historiker, Archivar, Bibliothekar und Hochschullehrer
- Sabine Lindorfer (* 1975), Vizebürgermeisterin, Moderatorin und ehemalige Miss Austria